# Multi-Crew Pilot License
Multi-Crew Pilot License (MPL) er et kommercielt flyvecertifikat. Uddannelsen er et samarbejde mellem en FTO (Flight Training Organisation) og et luftfartsselskab. Uddannelsen inkluderer en typeuddannelse på et fly der flyves af to piloter. Center Air Pilot Academy var de første i verden til at uddanne piloter efter de nye certifikat regler.